# Joaquín Casillas
Joaquín Casillas Lumpuy (Sancti Spíritus, 24 de noviembre de 1907-Santa Clara, 2 de enero de 1959) fue un militar cubano que en 1948 fue condenado por asesinar al dirigente sindical Jesús Menéndez y ejecutado el día siguiente al triunfo de la Revolución cubana.

## Biografía
Joaquín Casillas se dio a conocer con motivo del asesinato del influyente dirigente sindical azucarero y congresista Jesús Menéndez el 22 de enero de 1948, durante la presidencia de Ramón Grau San Martín. Jesús Menéndez había redoblado las acciones de lucha sindical contra el gobierno debido a la drástica reducción del porcentaje del «diferencial azucarero», una histórica conquista laboral que mantenía actualizados el precio del azúcar y los salarios. El gobierno entonces ordenó su detención, en un evidente acto de provocación debido a que Jesús Menéndez gozaba de inmunidad en su condición de representante a la Cámara por el Partido Socialista Popular.
El 22 de enero de 1948 el capitán Joaquín Casillas subió en Manzanillo al tren en el que viajaba Menéndez con la intención de detenerlo. Debido a su inmunidad, el dirigente sindical rechazó la orden por ilegal y se negó a seguir al militar, dándole la espalda. Casillas entonces le disparó por la espalda dándole muerte.
El capitán Casillas fue enjuiciado y encontrado culpable del asesinato en la causa 91 de 1948. El acusador por la familia fue el abogado Carlos Rafael Rodríguez. Su abogado defensor fue el político anticomunista José Miró Cardona, quien entre el 5 de enero y el 16 de febrero de 1959 sería el primer primer ministro de la Revolución cubana, y más tarde en Miami sería el líder del grupo anticastrista Consejo Revolucionario Cubano. Pronto Casillas quedó en libertad.
En 1958, durante la Revolución cubana, recibió la orden del presidente Fulgencio Batista de defender Santa Clara y detener las tropas de las guerrillas revolucionarias que avanzaban sobre La Habana. El 1 de enero de 1959, después de la batalla de Santa Clara (que sucedió entre el 28 de diciembre de 1958 y el 1 de enero de 1959) fue detenido por las tropas al mando del Che Guevara y resultó muerto al día siguiente. La versión oficial indica que Casillas murió mientras intentaba fugarse, pero es altamente probable que simplemente fuera ejecutado.